# Clifford Castle

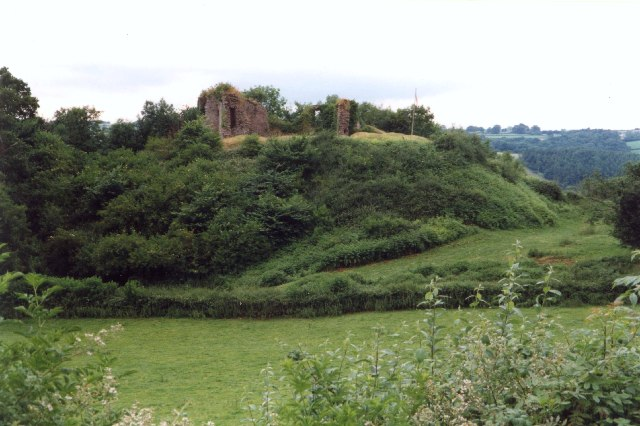
Ruinen von Clifford Castle

Clifford Castle ist eine Burgruine im Dorf Clifford, etwa 6,5 km nördlich von Hay-on-Wye im Wye Valley in der englischen Grafschaft Herefordshire. Die Burg war das Caput der Baronie Clifford, einer Marcher Lordship (die dem König direkte Gefolgschaft schuldete, aber getrennt von Rest des Königreiches).

## Geschichte
William FitzOsbern, 1. Earl of Hereford, ließ 1070 eine frühe Motte auf einem Felsvorsprung über einer Furt am River Wye auf einem Ödland bauen, das früher Browning gehörte. Die Burg sollte Schutz für eine geplante normannische Siedlung ansehnlicher Größe oberhalb des River Wye bieten. Die Siedlung sollte etwa 200 Grundstücke umfassen und sich etwa 800 Meter am Hang nach oben, Richtung Llanfair, erstrecken, wo eine Kirche oben auf dem Hügel lag. Die Marienkirche ist – in der viktorianischen Ära wesentlich verändert – bis heute erhalten. Die Lage der Burg in der Nähe des Flusses sorgte dafür, dass die Flussaue um die Burg jahreszeitlich mit Wasser volllief und so, unterstützt durch einen Damm an der westlichen, flussaufwärts gelegenen, Seite des Geländes, einen flachen See oder Sumpf bildete, der als zusätzliche Verteidigungsanlage diente.
Nachdem FitzOsbern in der Schlacht von Cassel gefallen war, fiel die Burg an seinen Sohn, Roger de Breteuil, 2. Earl of Hereford. Roger de Breteuil verwirkte seine Ländereien durch seine Rebellion gegen König Wilhelm den Eroberer 1075, der die Burg dann Raoul II. de Tosny zu Lehen gab. Die de Tosnys ließen die Burg dann in Stein neu bauen, ähnlich ihrem Château Conches in der Normandie. Da Raoul de Tosny den Großteil seiner Zeit in der Normandie verbrachte verpachtete er die Burg an Gilbert, Sheriff of Hereford, für eine Jahrespacht von 60 Shillings.
Nach der Heirat von Raoul de Tosnys Tochter Margaret mit Walter FitzRichard wurde dieser Verwalter der Ländereien und des Anwesens, beanspruchte sie später für sich selbst und nahm irgendwann vor 1162 den Namen „Walter de Clifford“ an. Walter de Cliffords Tochter, Rosamund Clifford (wegen ihrer Schönheit auch „schöne Rosamund“ genannt) wurde als Mätresse König Heinrichs II. bekannt, was sie bis zu ihrem Tod 1176 oder 1177 blieb. Sie liegt in Godstow in Oxfordshire begraben. Ein Anwesen in der Nähe der Burg wird heute Rosamund House genannt und von den heute noch erhaltenen Türmen der Burg heißt einer Rosamund's Tower.
1233 rebellierte Walter de Cliffords Sohn und Erbe, Walter II. de Clifford gegen das autokratische Regime des Königs Heinrich III. Anfang September dieses Jahres zog der König mit seinen Truppen herbei, belagerte Clifford Castle und zwang die Garnison in wenigen Tagen zur Aufgabe. Walter II. de Clifford machte dann seinen Frieden mit der Krone und führte seine Truppen gegen Prinz Llywelyn ab Iorwerth, seinen Schwiegervater. Walter II. Cliffords Kehrtwende war doppelt schändlich, da Prinz Llywelyn sich gerade ins Feld begab, um Walter II. de Clifford im Kampf gegen den König zu unterstützen. Zwanzig Jahre später rebellierte Walter II. de Clifford beinahe erneut, als er in einem Anfall von Jähzorn einen königlichen Boten zwang, einen königlichen Erlass zu essen, zusammen mit dem königlichen Wachssiegel in der Größe eines Speisetellers. Wegen dieser Aktion verlor Walter II. de Clifford einen Großteil seiner Privilegien als Marcher Lord.
Walter II. de Clifford hatte keine männlichen Nachkommen und so fiel nach seinem Tod irgendwann in den 1260er-Jahren Clifford Castle an seine Tochter, Maud de Clifford, Witwe des Earls of Salisbury. Im zweiten Krieg der Barone eroberte John Giffard of Brimpsfield die Burg, entführte und vergewaltigte Maud und zwang sie, ihn zu heiraten. Obwohl Gifford bestraft wurde, stellte Maud jede weiter Aktion gegen ihn ein und entschied sich, ihren vormaligen Vergewaltiger als Gatten anzunehmen. Sie lebten zusammen auf dem Anwesen der Cliffords bis zu Giffards Tod 1299, woraufhin der König Clifford Castle den Mortimers aus Wigmore zu Lehen gab.

## Verfall
Nachdem die englische Krone Wales erfolgreich erobert hatte, nahm der strategische Wert von Clifford Castle erheblich ab und man ließ die Burg verfallen. Auch wenn die Burg 1402 gegen die Rebellion von Owain Glyndŵr erneut mit einer Garnison belegt wurde, wurde sie anschließend nicht mehr genutzt. Die Schäden, die sie während des Aufstandes erlitten hatte, wurden nicht mehr repariert, sie wurde aufgegeben und verfiel zu einer Ruine. Ein großer Teil ihrer Steinmauern wurde zum Bau der heute noch erhaltenen älteren Häuser im Dorf geplündert. Große verputzte Steinblöcke kann man heute noch in zahlreichen Gartenmauern sehen.

## Ausgrabungen

### 1920er-Jahre
O. Trumper, der damalige Besitzer des Anwesens, führte von 1925 bis 1928 eine Reihe von Ausgrabungen durch, bei denen die Fundamente der Zwillingstürme auf beiden Seiten des Burgeingangs entdeckt wurden, ebenso wie ein großes Gebäude (das Anbauen und Vorburg enthielt) im Osten des Burggeländes. Man fand auch Beweise für einen Südturm, ein Wachraum und eine Vorhalle zusammen mit einem Abschnitt der Kurtine. Es wurden aber auch Stücke gefunden, die nichts mit der Burg zu tun hatten, z. B. ein Stoßzahn eines Keilers, einen Wirbel eines Wolfes und eine römische Brosche.

### 1950er-Jahre
Von 1950 bis 1953 wurde eine weitere Serie von Ausgrabungen durchgeführt. Dabei fand man die Fundamente eines Turmes auf dem Mound und weitere Abschnitte der Kurtine. Es wurde eine komplette Ausgrabung der Barbakane unternommen und man fand Beweise für eine Straße zur Burg. Zu den damaligen Fundstücken gehören z. B. Töpfer- und Eisenwaren, Pfeilspitzen, ein Messer ein Geschossgießform, ein Schlüssel, eiserne Nägel und ein Teil eines Zügels.

## Heute
Die Burgruine ist momentan im Heritage at Risk Register von 2010 von English Heritage gelistet. Die heutigen Eigner arbeiten eng mit English Heritage zusammen, um eine Erhaltungsstrategie zu finden, der ein Arbeitsprogramm zur Stabilisierung der heute erhaltenen Struktur und zur Verhinderung weiteren Verfalls folgen soll. Am meisten gefährdet sind der Rosamund’s Tower und das Bogenfenster im Rittersaal.
Clifford Castle besteht heute aus einer großen Motte, die die Leute von William FitzOsbern Ende der 1060er-Jahre bauten. Diese wurde später unterteilt und der östliche Teil durch einen Donjon mit ovalem Grundriss gekrönt, der von fünf D-förmigen Türmen umgeben ist. Die nördliche Mauer überlagert offenbar einen Teil von FitzOsberns ursprünglichem Rittersaal. Östlich des Mounds liegt die Vorburg. Die meisten Mauern dieses Ensembles sind verschwunden, aber in der Mitte finden sich die Überreste des zweitürmigen Torhauses, die vermutlich von der Mitte des 13. Jahrhunderts stammen. Im Westteil der Burgruine liegt ein zerbrochener Erdwerkdamm, mit dessen Hilfe früher das Tal südlich der Burg geflutet wurde. Bezieht man den River Wye im Norden der Burg ein, war die Festung auf allen Seiten mit Ausnahme der östlichen von Wasser umgeben. Somit war Clifford Castle schwierig im Sturm einzunehmen. Die Burgruine liegt auf einem Privatanwesen und ist nicht öffentlich zugänglich.
Ein Ast der Great Western Railway verlief nördlich der Burg, zwischen Burg und Fluss. Der nächste Bahnhof im Norden war im nahegelegenen Clifford, der nächste in südlicher Richtung in Hay-on-Wye. Dieser Bahnhof war auch der Endbahnhof der Great Western Railway; die Fortsetzung der Strecke hieß Golden Valley Railway. Die Great Western Railway benannte eine ihrer Castle-Class-Lokomotiven nach der Burg Clifford Castle.